# Lsjbot

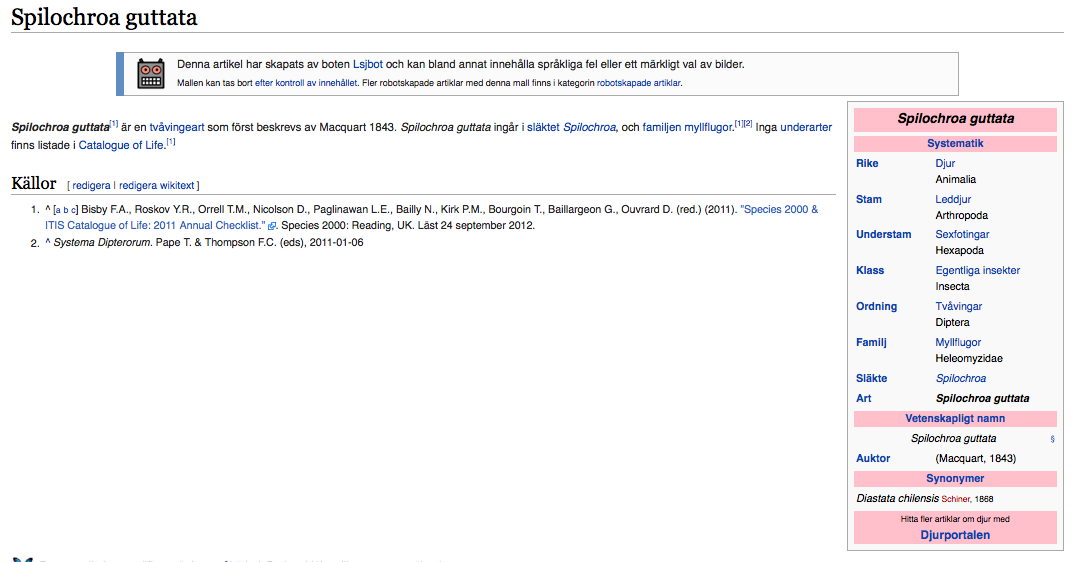
Artikel skapad av Lsjbot den 17 juli 2013.

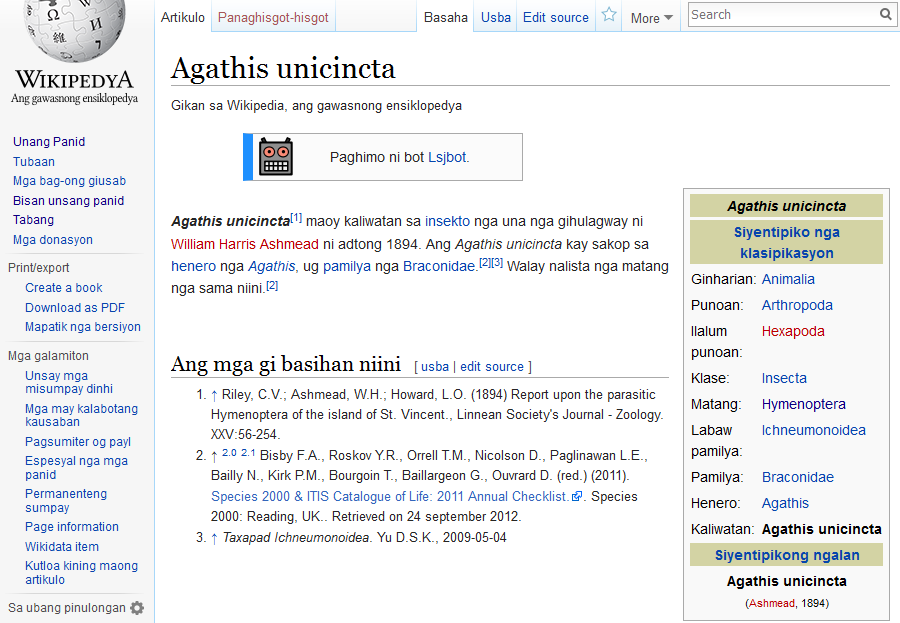
En artikel på cebuanospråkiga Wikipedia skapad av Lsjbot den 2 augusti 2013.

Lsjbot är ett datorprogram, en bot, som används för att skapa Wikipedia-artiklar på ett automatiserat sätt. Boten har utvecklats av den svenske fysikern Sverker Johansson.

## Historia
Den 13 juli 2014 publicerades en artikel i Wall Street Journal om Sverker Johanssons produktion av artiklar med hjälp av kontot Lsjbot. Enligt Wall Street Journal hade det då skapats totalt 2 700 000 artiklar på Wikipedia, som vid den tiden utgjorde cirka 8,5 procent av det totala antalet artiklar på Wikipedias alla språkversioner. Ungefär en tredjedel av artiklarna som då hade skapats med hjälp av Lsjbot var skrivna på svenska, resten av artiklarna var skrivna på filipino, modersmål för Johanssons hustru.
Lsjbot hämtar information från webbplatser och onlinedatabaser till artiklarna. På så sätt kan Lsjbot skapa upp till 10 000 artiklar per dag, enligt Johansson. Lsjbot var inledningsvis främst fokuserad på artiklar om djur, såsom fjärilar och skalbaggar, men även på orter i Filippinerna. Senare har Lsjbot kommit att ägna sig åt skapande av artiklar om geografiska platser över hela världen.
15 juni 2013 uppnådde svenskspråkiga Wikipedia 1 000 000 artiklar. Den miljonte artikeln producerades av Lsjbot och handlade om fjärilsarten Erysichton elaborata. Vid den tiden hade Lsjbot skapat omkring 454 000 artiklar på svenskspråkiga Wikipedia, nästan hälften av alla artiklar som då fanns på detta språk. Lsjbot har även skapat artikel nummer 2 000 000 den 6 september 2015 om berget Iro i Sydsudan och artikel nummer 3 000 000 den 27 april 2016 om den uttorkade flodbädden Udian Ercaiz i Västsahara.
Sedan november 2016 är boten inte aktiv på svenskspråkiga Wikipedia.
Efter detta har en fortlöpande översyn genomförts där många artiklar skapade av Lsjbot har raderats. Skäl för radering kan vara kvalitetsproblem i underliggande datakällor, till exempel Geonames, eller tveksam relevans för artikelobjekt som "små kullar" och "små vattendrag". Städningen hade stor intensitet kring 2020 och har lett till att antalet artiklar på svenskspråkiga Wikipedia sjunkit från att ha haft en toppnotering på nästan 3,8 miljoner artiklar i december 2017, till omkring 2,5 miljoner artiklar i september 2022. I detta arbete har även många artiklar förbättrats, och de många artiklar som lämnats kvar har bedömts som relevanta, korrekta och användbara.

## Interna länkar
- Lsjbot på svenskspråkiga Wikipedia